# Cherenkov Telescope Array
El Cherenkov Telescope Array Observatory o CTAO es un proyecto multinacional para construir una nueva generación de instrumentos terrestres de detección de rayos gamma, en un rango de energía que se extiende desde algunas decenas de GeV hasta aproximadamente 300 TeV. Se propone como un observatorio abierto y constará de dos conjuntos de telescopios de imagen atmosférica tipo Cherenkov: un primer conjunto en el hemisferio norte, en la isla española de La Palma, con énfasis en el estudio de objetos extragalácticos a las energías más bajas posibles; y un segundo conjunto en el hemisferio sur, en el desierto de Atacama en Chile, que cubrirá todo el rango energético y se enfocará en fuentes galácticas. El programa científico del CTAO va más allá de la astrofísica de altas energías, abarcando también la cosmología y la física fundamental.
Basándose en la tecnología de los detectores terrestres de rayos gamma de la generación actual (MAGIC, HESS y VERITAS), el CTAO será diez veces más sensible y tendrá una precisión sin precedentes en la detección de rayos gamma de alta energía. Actualmente, las matrices de telescopios de rayos gamma cuentan con hasta cinco telescopios individuales, pero el CTAO está diseñado para detectar rayos gamma en un área más amplia y con un mayor campo de visión, con más de 60 telescopios ubicados en los hemisferios norte y sur.
En enero de 2025, el CTAO fue establecido como un Consorcio Europeo de Infraestructura de Investigación (ERIC, por sus siglas en inglés) por la Comisión Europea. Son socios fundadores Alemania, Austria, Chequia, Eslovenia, España, Francia, Italia (país anfitrión), Polonia y el Observatorio Europeo Austral (ESO). Suiza ha comunicado su decisión de participar en CTAO ERIC, inicialmente como observador.
El proyecto forma parte de la red europea de astropartículas Aspera y de Astronet.

## Ubicación

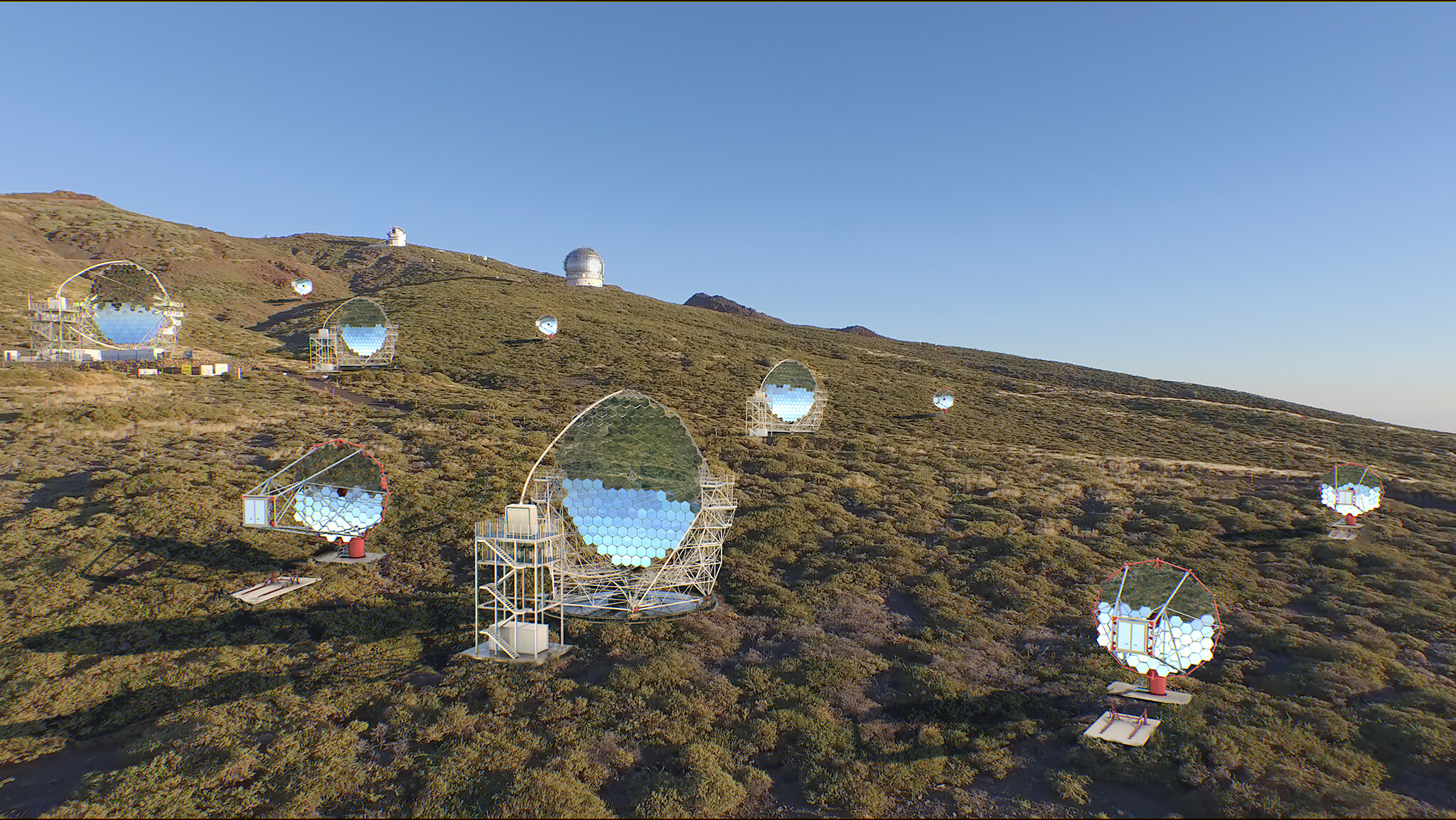
Rendering del sitio norte del CTAO

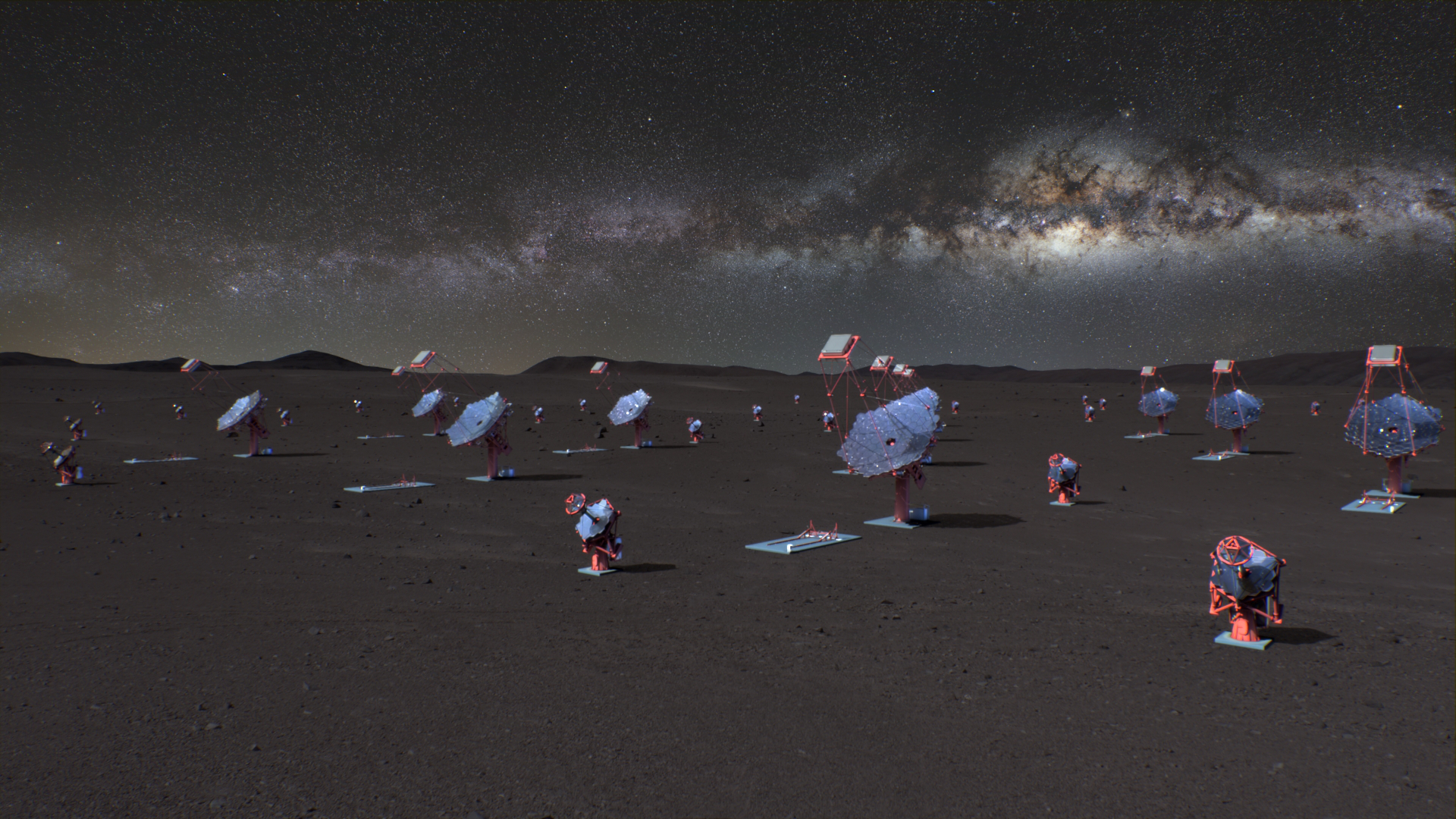
Rendering del sitio sur del CTAO

La sede central del CTAO está alojada en el Instituto Nacional de Astrofísica en Italia, y el Centro de Gestión de Datos Científicos o (SMDC, por sus siglas en inglés) está alojado en el Deutsches Elektronen-Synchrotron en Zeuthen, Alemania.
El sitio del hemisferio norte del CTAO, llamado CTAO-Norte, se encuentra en el emplazamiento actual del Observatorio del Roque de los Muchachos del Instituto de Astrofísica de Canarias, en la isla de La Palma, la quinta más grande de las Islas Canarias. A 2.200 metros de altitud y situado en una meseta bajo el borde de un cráter volcánico extinto, el sitio alberga un prototipo del LST, el LST-1, y actualmente están en construcción el LST-2, LST-3 y LST-4. El sitio también albergará telescopios MST. 
El sitio del hemisferio sur del CTAO, llamado CTAO-Sur, está ubicado a menos de 10 km al sureste del Observatorio Paranal de ESO, en el Desierto de Atacama, Chile. Este sitio albergará telescopios MST y SST.

## Ciencia
El CTAO observará fotones con energías más altas que las que se han medido hasta ahora. Sus aceleradores cósmicos de partículas pueden alcanzar niveles de energía que están fuera del alcance de aceleradores como el Gran Colisionador de Hadrones. Con esto, el CTAO buscará entender cómo las partículas de alta energía influyen en la evolución de los sistemas cósmicos y explorar los fenómenos más extremos y misteriosos del Universo. También intentará detectar la aniquilación de partículas de materia oscura y buscar posibles desviaciones en la teoría de la relatividad especial de Einstein, además de realizar un mapeo de los procesos de aceleración de partículas en el cosmos.
La investigación en el CTAO abordará preguntas clave tanto en el campo de la astrofísica como más allá de él. Sus observaciones se enfocarán en objetivos clave como el Centro Galáctico, la Gran Nube de Magallanes, el Plano Galáctico, cúmulos de galaxias, PeVatrons de rayos cósmicos, regiones de formación estelar, núcleos galácticos activos y fenómenos transitorios.